# Rhyniognatha hirsti
Rhyniognatha hirsti  (лат.) — девонское членистоногое фрагментарной сохранности, которое рассматривается рядом учёных как древнейшее известное крылатое насекомое. 
Членистоногое Rhyniognatha hirsti наряду с Rhyniella praecursor было обнаружено в райниевом кремне в 1919 году (возраст отложений — ранний девон, 410 млн лет). В 1926 году Хирст и Маулик (S. Hirst, S. Maulik) опубликовали описание Rhyniella praecursor, которая, как известно в настоящее время, относится к коллемболам. В описании к окаменелостям Rhyniella praecursor причислялась также голова, впоследствии оказавшаяся головой Rhyniognatha hirsti. Всё насекомое определялось как «предположительно личинка».
Используя данные окаменелости, в 1928 году Роберт Тилльярд опубликовал корректное описание Rhyniognatha hirsti. Позже образец был передан лондонскому Музею естествознания, где он в настоящее время выставлен в экспозиции.
Родовое название Rhyniognatha означает «челюсти (от др.-греч. γνάθος) из Райни», по месту находки, видовое hirsti образовано от фамилии Хирста; Rhyniognatha hirsti буквально означает «хирстовы челюсти из Райни».
О самом насекомом, учитывая неполную сохранность, известно достаточно мало. Rhyniognatha питалась, предположительно, спорофиллами сосудистых растений, или же могла быть хищником. В исследовании 2004 года отмечается, что в строении Rhyniognatha имеются продвинутые черты, объединяющие её с крылатыми насекомыми. Это позволяет допустить, что Rhyniognatha уже обладала крыльями.
В 2017 году переизучение окаменелости показало, что в действительности Rhyniognatha hirsti может представлять собой остатки многоножки, а не насекомого.